# Doryichthys deokhatoides
Doryichthys deokhatoides és una espècie de peix de la família dels singnàtids i de l'ordre dels singnatiformes.

## Morfologia
- Els mascles poden assolir 18,5 cm de longitud total.[1][2]

## Reproducció
És ovovivípar i el mascle transporta els ous en una bossa ventral, la qual es troba a sota de la cua.

## Hàbitat
És un peix d'aigua dolça i de clima tropical.

## Distribució geogràfica
Es troba a les conques dels rius Chao Phraya i Mekong a Laos i Tailàndia i, també, a Sumatra i Borneo.